# Halo 2 Original Soundtrack
Halo 2 Original Soundtrack é a trilha sonora do jogo eletrônico da Bungie de 2004, Halo 2. A trilha sonora foi lançada como dois volumes separados, lançados com quase dois anos de diferença. O Volume 1, lançado ao mesmo tempo que Halo 2 em 9 de novembro de 2004, contém peças instrumentais escritas por Martin O'Donnell e seu parceiro Michael Salvatori, assim como faixas "inspiradas" das bandas Incubus, Hoobastank e Breaking Benjamin. O Volume 2 foi lançado em 25 de abril de 2006 e contém toda a música do jogo organizada em um formato de suíte.
O'Donnell, que já havia composto música para os jogos da Bungie, como Myth e Halo: Combat Evolved, procurou desenvolver o "som de Halo" do jogo anterior, bem como introduzir novos sons e influências à música. A música foi baseada no que estava acontecendo no jogo, em vez de usar leitmotivs ou tema repetidamente. A música foi gravada em pedaços com uma orquestra de cinquenta peças no Studio X em Seattle, Washington. Para marcar seu lançamento, tanto a Microsoft quanto a Sumthing Else Music Works planejaram uma campanha de marketing agressiva.
Após o lançamento, a música do Halo 2 foi elogiada. Os críticos foram divididos sobre os méritos do Volume 1, com algumas publicações aproveitando as ofertas de bônus, enquanto outras sentiram que o primeiro volume não tinha coesão. O Volume 2 foi declarado a trilha sonora "real" para Halo 2. Após o lançamento, ambas as trilhas sonoras se tornaram sucessos comerciais, com mais de 100.000 cópias vendidas. O sucesso das trilhas sonoras foi apontado como um sinal de crescente legitimidade da música de jogos eletrônicos na indústria do entretenimento. A música de Halo já foi tocada em ambientes de concerto, incluindo a Play! A Video Game Symphony e a Video Games Live.

## Background
No verão de 2004, o compositor de Halo 2 Martin O'Donnell e o produtor do álbum Nile Rodgers decidiram que seria uma boa ideia apresentar a música de Halo 2, em dois volumes distintos. O primeiro volume conteria os temas do jogo que foram finalizados e mixados, bem como as contribuições "inspiradas" de outros artistas. O primeiro volume foi lançado junto com o jogo como Volume 1 em 9 de novembro do mesmo ano. Como a trilha sonora foi concluída antes de toda a música do jogo ser concluída, nenhuma das faixas escritas por O'Donnell aparecem em Halo 2 no mesmo arranjo. As bandas do Volume 1, incluindo Breaking Benjamin e Incubus, estavam entusiasmadas em adicionar música à trilha sonora. Incubus foi tocado para produzir um conjunto de músicas que aparecem espalhadas pela trilha sonora como quatro movimentos. O guitarrista do Incubus, Mike Einziger, disse que "Halo é o único jogo que nos inspirou a escrever um conjunto completo [de músicas]".
As primeiras músicas que O'Donnell escreveu para o Halo 2 foram promocionais por natureza; O'Donnell fez o trailer cinemático de anúncio do Halo 2 em 2 de agosto de 2002, em seguida a música interativa para a demo de Halo 2 para a Electronic Entertainment Expo de 2003. O'Donnell confirmou que os monges cantando em coral o tema de Halo: Combat Evolved, juntamente com guitarras adicionais por Steve Vai, voltaria em Halo 2. O'Donnell observou que o novo cenário da África levou-o a olhar para as influências "afro-cubanas", mas a maior parte desse tipo de música não chegou ao produto final. Em vez de escrever para locais ou usar leitmotifs para todos os personagens diferentes no que O'Donnell chamou de "abordagem da música de Pedro e o Lobo", O'Donnell escreveu "música triste para momentos tristes, música assustadora para marcar os pedaços assustadores e assim adiante." Temas recorrentes desenvolvidos mais por acidente do que planejamento. Gravação de música orquestrada foi concluída ao longo de várias sessões com a orquestra Northwest Sinfonia no Studio X em Seattle, Washington.
Nile Rodgers produziu ambos os volumes da trilha sonora, além de escrever e executar a faixa "Never Surrender" em colaboração com o compositor/remixador Nataraj. O próprio Rodgers é um jogador de videogame, observando em uma entrevista que "30% a 40% do orçamento [de gravação] foi gasto em tempo de inatividade jogando videogames. Como todo esse dinheiro estava indo para aquela parte da sessão de gravação, Eu decidi descobrir o que era tão atraente e fiquei viciado [no jogo]."
Devido a questões legais, a segunda trilha sonora de Halo 2 contendo toda a partitura finalizada, Volume 2, não foi lançada até mais de um ano após a trilha sonora ter sido mixada e masterizada. A música do volume é formatada em uma estrutura "suíte" que corresponde aos capítulos dentro do jogo, para criar uma "representação musical" do videogame. O'Donnell afirmou que esta apresentação da música como um álbum conceitual foi natural porque a história geral e a atmosfera de Halo 2 influenciaram diretamente o som para começar.

## Promoção
O primeiro volume da Halo 2 Original Soundtrack foi programado especificamente para coincidir com o lançamento do jogo, para lucrar com o "efeito Halo"; os jogadores iriam comprar o jogo e obter a trilha sonora e outras mercadorias por associação. Os primeiros vários milhões de cópias do jogo venderam todas as inserções promocionais contidas para a trilha sonora. A trilha sonora foi vista como parte integrante do impulso de marketing e mercadorias que a Microsoft planejou para Halo 2. A publicadora da trilha sonora, a Sumthing Distribution, também planejou e executou uma agressiva campanha de marketing, incluindo estações de audição de música especiais e a colocação da trilha sonora lado a lado com os jogos nos varejistas participantes. O "Halo Theme MJOLNIR Mix", a primeira faixa no Volume 1, foi lançado em 22 de novembro de 2007 como uma faixa grátis para o Guitar Hero III: Legends of Rock no Xbox 360.

## Recepção
| Vol. 1                | Vol. 1                |
| Avaliações da crítica | Avaliações da crítica |
| Fonte                 | Avaliação             |
| --------------------- | --------------------- |
| AllMusic              | [ 10 ]                |

| Vol. 2                | Vol. 2                |
| Avaliações da crítica | Avaliações da crítica |
| Fonte                 | Avaliação             |
| --------------------- | --------------------- |
| AllMusic              | Positiva              |
| IGN                   | Positiva              |

Após o lançamento, a reação de pontuação de Halo 2 foi geralmente positiva. recepção dos dois lançamentos da trilha sonora, no entanto, variou. A inclusão de outros artistas no Volume 1, além da música original, recebeu elogios e críticas. A análise de Mike Brennan do Soundtrack.net alegou que a inclusão de Hoobastank e Breaking Benjamin, bem como Incubus fez a trilha sonora soar "mais dura", mas em geral não tinha coesão. Por outro lado, a G4 TV descobriu que o Odyssey de quatro partes da Incubus era composto por "um congestionamento de rock progressivo/fusion que não era gravado desde a década de 1970".
Nuketown.com declarou que o Volume 2 era a trilha sonora que os fãs estavam esperando; outras publicações concordaram, dizendo que "parece a verdadeira trilha sonora de Halo 2". A IGN achou a trilha sonora, em última análise, agradável, mas sentiu que a orquestração mais tradicional que apareceu em Halo 2 colidiu com os sons ambientais e eletrônicos que haviam aparecido antes, tornando o álbum "dividido".
No geral, as trilhas sonoras de Halo 2 venderam bem. O Volume 1 vendeu mais de 100.000 cópias, e alcançou a posição número 162 da Billboard 200, a primeira trilha sonora de videogames a entrar no mercado. Isso se compara favoravelmente às típicas trilhas sonoras de filmes, que geralmente não vendem mais de 10.000 cópias. O sucesso da Halo 2 Soundtrack Original foi apontada como um sinal de aumento da legitimidade da música de jogos eletrônicos na indústria do entretenimento, que tinha se formado a partir de "bips simples" para melodias complexas com grandes orçamentos.

## Listagem de faixas

### Volume 1
| Halo 2 Original Soundtrack: Volume 1 |                                                |                     |         |  |
| N.º                                  | Título                                         | Música              | Duração |  |
| 1.                                   | "Halo Theme MJOLNIR Mix" (featuring Steve Vai) | O'Donnell Salvatori | 4:11    |  |
| 2.                                   | "Blow Me Away"                                 | Breaking Benjamin   | 3:25    |  |
| 3.                                   | "Peril"                                        | O'Donnell Salvatori | 2:46    |  |
| 4.                                   | "Ghosts of Reach"                              | O'Donnell Salvatori | 2:22    |  |
| 5.                                   | "Follow (1st Movement of The Odyssey)"         | Incubus             | 4:15    |  |
| 6.                                   | "Heretic, Hero"                                | O'Donnell Salvatori | 2:34    |  |
| 7.                                   | "Flawed Legacy"                                | O'Donnell Salvatori | 1:58    |  |
| 8.                                   | "Impend"                                       | O'Donnell Salvatori | 2:21    |  |
| 9.                                   | "Never Surrender" (featuring Steve Vai)        | Nile Rodgers        | 3:35    |  |
| 10.                                  | "Ancient Machine"                              | O'Donnell Salvatori | 1:38    |  |
| 11.                                  | "2nd Movement of The Odyssey"                  | Incubus             | 7:40    |  |
| 12.                                  | "In Amber Clad"                                | O'Donnell Salvatori | 1:39    |  |
| 13.                                  | "The Last Spartan"                             | O'Donnell Salvatori | 2:18    |  |
| 14.                                  | "Orbit of Glass"                               | O'Donnell Salvatori | 1:18    |  |
| 15.                                  | "3rd Movement of The Odyssey"                  | Incubus             | 6:40    |  |
| 16.                                  | "Heavy Price Paid"                             | O'Donnell Salvatori | 2:31    |  |
| 17.                                  | "Earth City"                                   | O'Donnell Salvatori | 3:06    |  |
| 18.                                  | "High Charity"                                 | O'Donnell Salvatori | 1:59    |  |
| 19.                                  | "4th Movement of The Odyssey"                  | Incubus             | 9:07    |  |
| 20.                                  | "Remembrance"                                  | O'Donnell Salvatori | 1:17    |  |
| 21.                                  | "Connected"                                    | Hoobastank          | 2:39    |  |
| Duração total:                       | Duração total:                                 | Duração total:      | 69:20   |  |

### Volume 2
Todas as músicas compostas por Martin O'Donnell, Michael Salvatori.
| Halo 2 Original Soundtrack: Volume 2 |                                   | |         |  |
| N.º                                  | Título                            | | Duração |  |
| 1.                                   | "Prologue"                        | 1. "Rising" – 0:20 2. "Cloistered Expectancy" – 0:25 3. "Weight of Failure" – 1:50                         | 2:35    |  |
| 2.                                   | "Cairo Suite"                     | 1. "Cold Blue Light" – 1:54 2. "Waking Spartan" – 3:36 3. "Jeweled Hull" – 2:03 4. "Chill Exposure" – 2:09 | 9:42    |  |
| 3.                                   | "Mombasa Suite"                   | 1. "Metropole" – 1:29 2. "Broken Gates" – 2:47 3. "Encounter" – 2:25                                       | 6:41    |  |
| 4.                                   | "Unyielding"                      | | 3:04    |  |
| 5.                                   | "Mausoleum Suite"                 | 1. "Destroyer's Invocation" – 4:36 2. "Falling Up" – 1:49 3. "Infected" – 1:16 4. "Shudder" – 0:29         | 8:10    |  |
| 6.                                   | "Unforgotten"                     | | 2:09    |  |
| 7.                                   | "Delta Halo Suite"                | 1. "Penance" – 2:32 2. "Wage" – 2:42 3. "Leonidas" – 2:28 4. "Dust and Bones" – 3:44                       | 11:29   |  |
| 8.                                   | "Sacred Icon Suite"               | 1. "Cortege" – 3:38 2. "Opening Volley" – 0:28 3. "Veins of Stone" – 3:20                                  | 7:26    |  |
| 9.                                   | "Reclaimer" (featuring Steve Vai) | | 3:03    |  |
| 10.                                  | "High Charity Suite"              | 1. "Rue and Woe" – 1:30 2. "Respite" – 2:17 3. "Antediluvia" – 2:22 4. "Pursuit of Truth" – 2:18           | 8:29    |  |
| 11.                                  | "Finale"                          | 1. "Great Journey" – 1:15 2. "Thermopylae Soon" – 1:55                                                     | 3:10    |  |
| 12.                                  | "Epilogue"                        | 1. "Beholden" – 1:03 2. "Road to Voi" – 2:19 3. "Subsume" – 0:27                                           | 3:49    |  |
| Duração total:                       | Duração total:                    | Duração total:                                                                                             | 68:48   |  |

## Pessoal
Todas as informações foram retiradas dos créditos do CD.
- Martin O'Donnell (ASCAP) - compositor
- Michael Salvatori (ASCAP) - compositor
- Simon James - mestre de concerto/contratante
- Christian Knapp - maestro da Northwest Sinfonia
- Marcie O'Donnell - maestro de coro
- Nile Rodgers - produtor
- Nile Rodgers, Michael Ostin - co-supervisores de música
- Lorraine McLees - diretor de arte do álbum